# 長谷川富三郎
長谷川 富三郎（はせがわ とみさぶろう、1910年6月27日 - 2004年8月19日）は日本の版画家。号は無弟。棟方志功とともに民藝運動を支えた板画家である。

## 略歴
1910年（明治43年）に兵庫県姫路市に生まれる。1929年（昭和4年）に鳥取県師範学校を卒業し、倉吉市の明倫小学校に勤務する傍、1934年（昭和9年）に倉吉の文化団体「砂丘社」同人になり油絵を描くようになる。
そのころに吉田璋也と出会い民藝運動に参加する。そして同運動に関わっていた柳宗悦、河井寛次郎らに師事するようになり、1940年（昭和15年）より棟方志功との交友が始まる。戦後、その棟方のすすめで板画を始める。1954年（昭和29年）には、柳宗悦、濱田庄司、バーナード・リーチを明倫小学校に招いて講演会を開催した。1966年（昭和41年）に教職を退き、「無弟」の号を使い始める。
民藝を通じて写真家の高木啓太郎と親交を深め、高木が大山参道のお地蔵さまを撮影した写真集『新雪地蔵』を出版した際には、装幀とカット版画を担当している。写真集の出版を高木に勧めたのも長谷川だった。鳥取の建築家・本間精一を通じて清水公照と知り合い、高木が経営していた民藝店で清水を招く「土鍋の会」を度々開いた。
全国的に活動しながらも終生倉吉を本拠にし、鳥取県の芸術の振興に寄与した。2004年（平成16年）8月19日、敗血症のため死去。

## 作風
作品は墨一色から裏彩色、多色摺りまで多種多様であるが、いずれも明快かつ力強い表現で、河井寛次郎と棟方志功の影響を見て取れる。

## 備考

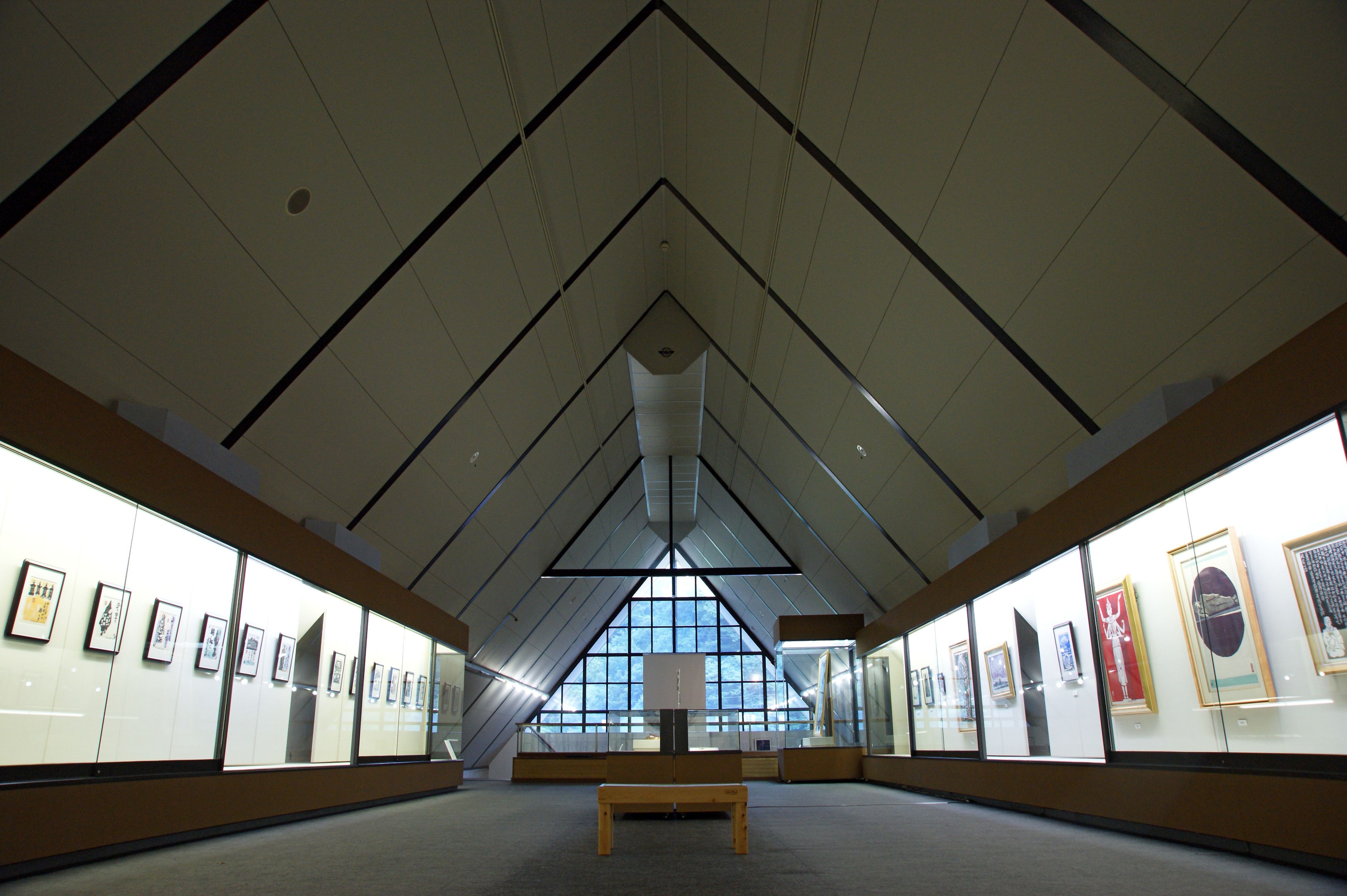
三朝バイオリン美術館の長谷川富三郎展示室

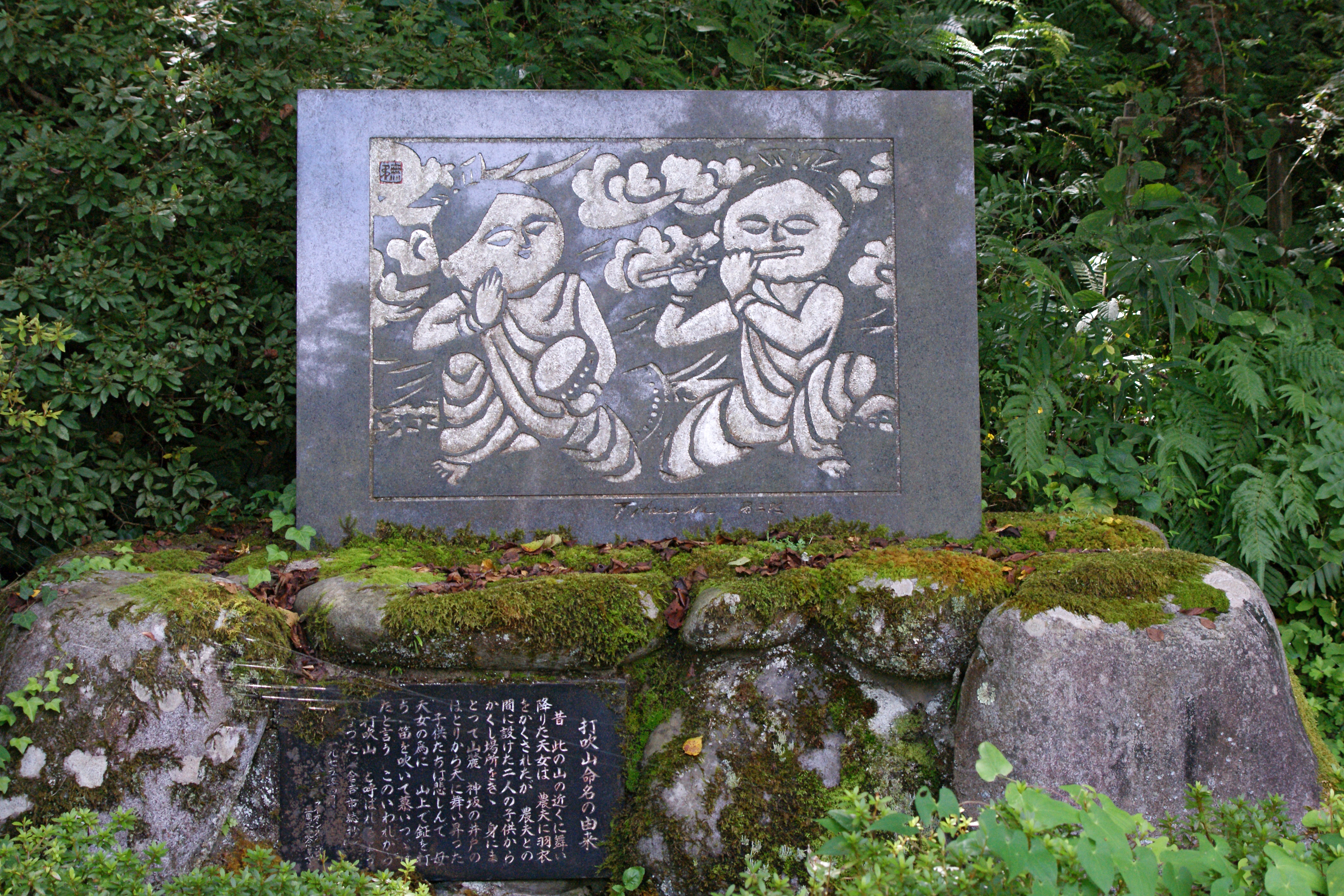
「打吹童子」レリーフ（打吹公園）

- 1959年、三朝町大沼小学校長
- 1961年、倉吉市立西郷小学校長
- 1974年、第一回日本海文化賞受賞
- 2003年、鳥取県文化功労賞受賞
- 日本版画院展審査委員長
- 日本版画院名誉会員

## 主な作品
- 「三徳の杉（三徳山本堂の杉）」 1962年、倉吉博物館蔵
- 「雪降るノートルダム」 1974年
- 「雪のノートルダム」 1980年
- 「河井先醒語録」 1982年
- 「修二会練行生飯」 1979年
- 「ヒポクラテスの誓」 鳥取赤十字病院蔵
- 「打吹童子」 三朝バイオリン美術館蔵、打吹公園にレリーフあり、山陰放送のベリカードのデザインとしても長年に渡り使用された
- 「湖畔の大学」 鳥取大学附属図書館
- 「妙好人因幡の源左 語録板画集」（著書）
- 「自分のなかのおないどし」（著書）柏樹社、1980年初版

## コレクション
1990年代前半に長谷川作品を美術館で常設展示しようという動きが地元倉吉市民の間であった。5年間かけて約450点を収集したが、地元の倉吉博物館ではスペースが足りず、隣の三朝町の「みささ美術館」に寄付された。当初は常設展示コーナーが設けられていたが、2013年7月に三朝町が同美術館の運営を民間委託し、名称も三朝バイオリン美術館に変更されたため、コレクションは公開されなくなり、2017年11月現在収蔵庫に眠っている。